# 海拉尔市

1947年起，中华民国行政区划中，海拉爾市為興安省省會

海拉尔市是满洲国、國民政府、中華人民共和國政府设置的市。在中華民國行政區劃中，做为中華民國公告疆域行政區劃中的56個省轄市之一，保留至2005年。

## 历史
1940年5月，根據满洲国第八十九號命令，定為海拉爾市，治所在今中华人民共和国内蒙古自治区呼伦贝尔市的海拉尔区。1946年，为东蒙古人民自治政府辖区。
1947年6月5日，國民政府公布《東北新省區方案》，其中，海拉尔市为興安省省会。故中華民國內政部在次年编辑的《中華民國行政區域簡表》中，称“核准设置”:204。
1947年起，為呼倫貝爾盟行政公署駐地。1969年至1978年曾改屬黑龙江省。2001年撤銷，改設呼倫貝爾市海拉爾區。

## 面积、人口
1947年，中華民國內政部编撰的《中華民國行政區域簡表》中，市域面积依据“伪满临时国劳调查速报”为17平方公里，人口16140人:204。